# Huân chương Văn hóa (Hàn Quốc)
Huân chương Văn hóa (tiếng Hàn: 문화훈장) là một trong những Huân chương của Hàn Quốc. Nó được trao tặng bởi Tổng thống Hàn Quốc cho "những thành tích xuất sắc trong lĩnh vực văn hóa và nghệ thuật nhờ góp phần thúc đẩy nền văn hóa dân tộc và phát triển đất nước".

## Thứ hạng
Huân chương Văn hóa được phong tặng trong 5 hạng.
| Hạng | Tên      | Tên    | Tên   | Huy hiệu |
| Hạng | Romaja   | Hangul | Hanja | Huy hiệu |
| ---- | -------- | ------ | ----- | -------- |
| 1    | Geumgwan | 금관   | 金冠  |          |
| 2    | Eungwan  | 은관   | 銀冠  |          |
| 3    | Bogwan   | 보관   | 寶冠  |          |
| 4    | Okgwan   | 옥관   | 玉冠  |          |
| 5    | Hwagwan  | 화관   | 花冠  |          |

## Người nhận
Đây là một danh sách chưa hoàn tất, và có thể sẽ không bao giờ thỏa mãn yêu cầu hoàn tất. Bạn có thể đóng góp bằng cách mở rộng nó bằng các thông tin đáng tin cậy.

### Geumgwan, Hạng 1
- Myung-whun Chung, 1996[3]
- Shin Sang-ok, 2006[4]
- Paik Nam-june, 2007[5]
- Yu Hyeon-mok, 2009[6]
- Park Wan-suh, 2011[7]
- Youn Yuh-jung, 2021[8]
- Song Hae, 2022[9] (Truy tặng)
- Lee Jung-jae, 2022[10]
- Hwang Dong-hyuk, 2022[11]
- Sumi Jo, 2023[12]

### Eungwan, Hạng 2
- Martina Deuchler, 1995[13]
- Lee Mi-ja, 2009[14]
- Kun-Woo Paik, 2010[15]
- Lee Soo-man, 2011[16]
- Shin Young-kyun, 2011[16]
- Ha Chun-hwa, 2011[16]
- Kim Ki-duk, 2012[17]
- Kim Soo-hyun, 2012[17]
- Kim Kulim, 2017[18]
- Cho Yong-pil, 2013[19]
- Gu Bong-seo, 2013[19]
- Ahn Sung-ki, 2013[19]
- Patti Kim, 2013[19]
- Lee Soon-jae, 2018[20]
- Kim Min-ki, 2018[20]
- Bong Joon-ho, 2019[21]
- Ryu Je-Dong, 2020[22]
- Go Doo-shim, 2020[23]
- Byun Hee-bong, 2020[23]
- Yoon Hang-Gi, 2020[23]
- Lee Jang-hee, 2021[8]
- Lee Choon-yeon, 2021[8]

### Bogwan, Hạng 3
- Hai-Kyung Suh, 1980
- Yanagi Sōetsu, 1984[24]
- Park Chan-wook, 2004[25]
- Shin Jung-hyeon, 2011[16]
- Na Moon-hee, 2012[17]
- Song Chang-sik, 2012[17]
- Kadir Topbaş, 2014[26]
- Kim Young-ok, 2018[27]
- Im Ha-ryong, 2020[28]
- Song Jae-ho, 2021[8]
- Park In-hwan, 2021[8]
- Noh Hee-gyeong, 2021[8]

### Okgwan, Hạng 4
- Moon So-ri, 2002
- Choi Min-sik, 2004[25] — Choi Min-sik đã trả lại huân chương vào năm 2006, phản đối việc cắt giảm lớn trong các chương trình hỗ trợ cho các chương trình nghệ thuật của chính phủ Hàn Quốc.[29]
- Lee Byung-hoon, 2006
- Jeon Do-yeon, 2007[30]
- Psy, 2012[17]
- Lee Jung-jin, 2012[17]
- Jo Min-su, 2012[17]
- Song Kang-ho, 2019[21]

### Hwagwan, Hạng 5
- Ji-young Kim, 1998[31]
- Bae Yong-joon, 2008[32]
- BTS, 2018[a]:[34] RM, Jin, Suga, J-Hope, Jimin, V và Jungkook[33]

### Chưa xác định
- Helen Kim, 1963[35]
- Samuel Martin, 1994[36]